# 1210
| [ Edytuj tabelę ]                 |                                                                  |
| Książę Małopolski                 | - 1202 Leszek Biały 1210 - 1210 Mieszko I Plątonogi 1211         |
| Książę Wielkopolski               | - 1202 Władysław III Laskonogi 1229 - 1208 Władysław Odonic 1218 |
| Król Angkoru                      | - 1181 Dżajawarman VII 1218                                      |
| Król Anglii                       | - 1199 Jan bez Ziemi 1216                                        |
| Król Aragonii i hrabia Barcelony  | - 1196 Piotr II Katolicki 1213                                   |
| Książę Bawarii                    | - 1183 Ludwik I 1231                                             |
| Margrabia Brandenburgii           | - 1205 Albrecht II 1220                                          |
| Książę Burgundii                  | - 1192 Eudes III 1218                                            |
| Cesarz Bizancjum                  | - 1204 Teodor I Laskarys 1222                                    |
| Car Bułgarii                      | - 1207 Borił 1218                                                |
| Cesarz Chin                       | - 1194 Song Ningzong 1224                                        |
| Król Cypru                        | - 1205 Hugo I 1218                                               |
| Król Czech                        | - 1198 Przemysł Ottokar I 1230                                   |
| Król Danii                        | - 1202 Waldemar II Zwycięski 1241                                |
| Władca Egiptu                     | - 1199 Al-Adil 1218                                              |
| Cesarz Etiopii                    | - 1189 Gebre Meskel 1229                                         |
| Król Francji                      | - 1180 Filip II August 1223                                      |
| Król Gruzji                       | - 1184 Tamara 1213                                               |
| Cesarz Japonii                    | - 1198 Tsuchimikado 1210 - 1210 Juntoku 1221                     |
| Kalif                             | - 1180 An-Nasir 1225                                             |
| Król Kastylii                     | - 1158 Alfons VIII Szlachetny 1214                               |
| Patriarcha Konstantynopola        | - 1207 Michał IV Autorejan 1213                                  |
| Władca Korei                      | - 1204 Hŭijong 1211                                              |
| Król Leónu                        | - 1188 Alfons IX 1230                                            |
| Cesarz Łaciński                   | - 1205 Henryk Flandryjski 1216                                   |
| Kalif Maroka                      | - 1199 Muhammad an-Nasir 1213                                    |
| Król Nawarry                      | - 1194 Sanczo VII 1234                                           |
| Król Norwegii                     | - 1204 Inge II Baardsson 1217                                    |
| Hrabia Palatynatu                 | - 1195 Henryk V z Welf 1211                                      |
| Papież                            | - 1198 Innocenty III 1216                                        |
| Król Portugalii                   | - 1185 Sancho I 1211                                             |
| Sułtan Rumu                       | - 1205 Kaj Chusrau I 1211                                        |
| Książę Rusi halickiej             | - 1207 Włodzimierz III 1210                                      |
| Cesarz Rzymski (niemiecki)        | - 1209 Otto IV 1218                                              |
| Książę Saksonii                   | - 1180 Bernard III 1212                                          |
| Król Szkocji                      | - 1165 Wilhelm I 1214                                            |
| Król Szwecji                      | - 1208 Eryk X Knutsson 1216                                      |
| Doża Wenecji                      | - 1205 Pietro Ziani 1229                                         |
| Król Węgier                       | - 1205 Andrzej II 1235                                           |
| Wielki mistrz zakonu krzyżackiego | - 1209 Hermann von Salza 1239                                    |

Rok 1210 / MCCX
stulecia: XII wiek ~
XIII wiek ~
XIV wiek

lata: 1200 «
1205 «
1206 «
1207 «
1208 «
1209 «
1210
» 1211
» 1212
» 1213
» 1214
» 1215
» 1220

## Wydarzenia w Polsce
- 9 czerwca
  - papież Innocenty III wydał bullę wznawiającą zasadę senioratu i zobowiązującą polskie duchowieństwo do jej obrony, w odpowiedzi na co arcybiskup gnieźnieński Henryk Kietlicz zwołał synod duchowieństwa w Borzykowej połączony ze zjazdem książąt polskich: Henryka Brodatego, Leszka Białego, Konrada mazowieckiego i Władysława Odonica, na którym 29 lipca nadano Kościołowi polskiemu przywilej borzykowski.
  - Mieszko Plątonogi zbrojnie opanował Kraków, usiłując zdobyć koronę polską i zjednoczyć kraj.
- 29 czerwca – synod kościelny w Borzykowej, na którym obiecano duchowieństwu przyznanie szeregu przywilejów, w tym immunitetu sądowego i ekonomicznego. Zawiązano wówczas również koalicję przeciwko Władysławowi Laskonogiemu.
- 29 lipca – wydano przywilej borzykowski.
- Henryk I Brodaty opanował gród w Lubuszu.
- Król duński Waldemar II wkroczył od strony Pomorza Zachodniego na Pomorze Gdańskie i zhołdował księcia Mszczuja I.

## Wydarzenia na świecie
- 6 maja – spłonęła doszczętnie katedra w Reims we Francji.
- 18 listopada – papież Innocenty III obłożył ekskomuniką cesarza Ottona IV. Powodem był najazd wojsk cesarskich na Italię.
- Opanowanie Inflant przez rycerzy niemieckich[1].

## Urodzili się
- 5 maja – Alfons III, król Portugalii (zm. 1279)
- 22 lipca – Joanna Plantagenet, królowa Szkocji (zm. 1238)

## Zmarli
- 6 maja – Konrad II, margrabia marchii Łużyckiej (ur. ok. 1158)
- 17 lipca – Swerker II Młodszy, król Szwecji (ur. ok. 1166)
- data dzienna nieznana:
  - Li You, chiński poeta (ur. 1125)